# Interlobulární žlučovod
Interlobulární žlučovod, též terminální žlučovod, latinsky ductus bilifer interlobularis, je trubicovitý orgán tvořící součást žlučových cest uvnitř tkáně jater. Má průměr asi 15-20 μm a je nejmenší větví intrahepatálního žlučového stromu.
Interlobulární žlučovody probíhají v portobiliárním prostoru, kde jeden nebo dva žlučovody doprovází tepnu a.interlobularis a v polovině případů také žílu v.interlobularis, čímž vytváří tzv. Glissonovu triádu, latinsky trias hepatica. Portobiliární prostory jsou trojhranné, vazivem vyplněné prostory nacházející se v místech, kde se stýkají tři sousedící jaterní lalůčky.
Výstelku interlobulárních žlučovodů tvoří jednovrstevný kubický epitel tvořený cholangiocyty, s vlastní bazální membránou a na svém místě v portobiliárním prostoru jsou udržovány svazky kolagenních a elastických vláken. Jednotlivé interlobulární žlučovody anastomózují jeden s druhým.
Přebírají žluč z Heringových kanálků, přičemž mezi Heringovými kanálky a interlobulárními žlučovody se popisuje ještě další segment žlučových cest, ductuli biliferi s výstelkou tvořenými jednovrstevným kubickým epitelem tvořenou cholangiocyty, ale bez vlastní bazální membrány. Samy ústí do septálních žlučovodů většího průměru, které se spojují do ještě větších segmentových žlučovodů.